# Cäsium-Barium-Generator

Aufbau und Durchführung des Experiments

Zerfallsdiagramm von ^{137}Cs zu ^{137}Ba

Ein Cäsium-Barium-Generator ist ein Radionuklidgenerator, der im Physikunterricht zur Demonstration des radioaktiven Zerfalls und der Messung einer Halbwertszeit eingesetzt wird.
Caesium-137 ist radioaktiv und zerfällt mit einer Halbwertszeit von rund 30 Jahren unter Abgabe von Betastrahlung zu metastabilem Barium-137m. Dieses wird beim Experiment aus dem Caesium ausgewaschen und zerfällt dann mit einer Halbwertszeit von rund 2,5 Minuten unter Abgabe von Gammastrahlung zu stabilem Barium-137. Da im Eluat das vom Caesium getrennte Barium nicht mehr kontinuierlich nachgebildet wird, wird diese kürzere Halbwertszeit messbar. Vor dem Auswaschen ist nur eine konstante Gammastrahlung nachweisbar.
Aufgrund der kurzen Halbwertszeit kann die exponentielle Abnahme der Strahlung im Unterricht gut nachvollzogen werden, ohne dass man kurzfristig ein Radionuklid mit kurzer Halbwertszeit beschaffen müsste. Das stabile Barium kann nach kurzer Zeit gefahrlos entsorgt werden.
Ebenfalls gemessen werden kann der Wiederanstieg der Gammastrahlung in der Muttersubstanz nach dem Auswaschen durch die Neubildung von Barium.

## Vorschriften
Ein Generator für Unterrichtszwecke hat üblicherweise eine Aktivität von 370 kBq. Dies entspricht in etwa 150 Nanogramm reinem 137Cs, wobei je nach Ursprung des Caesiums auch weitere Isotope vorliegen können, so das stabile 133Cs oder das langlebige 135Cs.
In Deutschland ist der Umgang laut Strahlenschutzverordnung genehmigungsfrei, aber anzeigepflichtig, wenn eine gültige Bauartzulassung vorliegt. Ansonsten ist eine Umgangsgenehmigung erforderlich.
In der Schweiz besteht keine Bewilligungs- oder Meldepflicht, hingegen sind die Strahlenschutzvorschriften einzuhalten.